# 500 Miles (歌曲)
500 Miles，又稱500 Miles Away from Home或Railroaders' Lament，是始於20世纪60年代的一首歌曲。歌曲表現的是身无分文的旅人远离家乡、羞于回家的感慨。

## 历史
人們一般认为这首歌是由海蒂·韦斯特创作的。也有人認為 Curly Williams以及約翰·菲利普斯是該歌曲的共同创作者，不過約翰·菲利普斯表示他只是對这首歌重新编曲，所以並不是這首歌曲的創作者。大卫·尼尔 (David Neale) 表示，500 Miles可能源自民歌900 Miles（劳德民歌索引 4959），而900 Miles本身又源自美國南部的小提琴曲Reuben's Train和Train 45。20世纪70年代初，約翰尼·卡什将500 Miles列入了他推出的100首必听乡村歌曲名单中。
500 Miles的旋律与You’ll Never Miss Your Mother Till She’s Gone非常接近。You’ll Never Miss Your Mother Till She’s Gone由哈里·伯奇（Harry Birch）创作，1885年由马萨诸塞州波士顿的怀特史密斯公司（White, Smith）發行 。

## 巴比·貝爾版本
1963年，巴比·貝爾推出了自己演唱的500 Miles。他所唱的500 Miles進入美国公告牌百强单曲榜的前十名。